# Iliosuchus
Genre
Espèce
Iliosuchus (qui signifie « croupe de crocodile ») est un genre de dinosaures théropodes connu du Bathonien (de 169,2 à 164,4 millions d'années) d'Angleterre. Sa taille est estimée à 1,5 mètre de long.
Les seuls fossiles connus de ce genre sont trois os iliaques (BMNH R83, OUM J29780 et OUM J28971) provenant des ardoises de Stonesfield dans l'Oxfordshire, en Angleterre. À partir de l'holotype BMNH R83, Friedrich von Huene a décrit et a nommé en 1932 la seule espèce reconnue de ce genre, I. incognitus. Le nom générique est dérivé de l'os iliaque et de Suchos (σοũχος), nom grec du dieu crocodile égyptien Sobek. L'épithète spécifique signifie « inconnu » en latin. Une autre espèce, I. clevelandi, a été proposé en 1976 par Peter Galton, qui attribué Stokesosaurus clevelandi à Iliosuchus, mais cela n'a pas été suivi.
Il est classé, depuis l'étude de M. T. Carrano, R. B. J. Benson, et S. D. Sampson (2012), comme nomen dubium chez les Avetheropoda,,,.